# ウラジーミル・イリューシン
ウラジーミル・セルゲイヴィチ・イリューシン (ロシア語: Владимир Сергеевич Илюшин; 1927年3月31日-2010年3月1日）はソ連のテスト飛行パイロット。

## 経歴
1927年に航空機開発者セルゲイ・イリューシンの息子として生まれる。主としてスホーイ機のテスト飛行パイロットとして活躍した。

## 「初の宇宙飛行士」の噂
イリューシンが、ガガーリンに先んじて人類初の宇宙飛行を1961年4月7日に実現したという噂がしばしば語られる。この説によれば、イリューシンの乗った帰還用カプセルは、何らかのトラブルに見舞われて中華人民共和国に不時着。イリューシンは1年間中国に捕らわれの身になったというものである。すでに高まっていた中ソ間の緊張と、初の宇宙飛行パイロットが外国政府に囚われになったという失態をごまかすために、ソ連政府はガガーリンを初の宇宙飛行士に仕立てあげたというものである。
しかし、この説に対する反論として、もしこの話が事実であるなら、中ソ対立によってすでにソ連と対立していた中国政府が、事実の隠蔽に関与する積極的な理由がないということが挙げられる。
Encyclopedia Astronautica の Mark Wadeは以下のような意見を寄せている。
| 「 | "ソ連の宇宙開発の歴史は秘密解除されていまやそのすべてが明らかになっている。われわれは、この計画に関与した宇宙飛行士・技術者などの回想を山のように持ちあわせており、誰が宇宙を飛んだか、誰が宇宙飛行士となったが飛べなかったか、誰が事故で死んだかの完全なリストを持っている。イリューシンはそのメンバーの一人ではない。 | 」 |